# Berthe Dagmar
Berthe Dagmar, gebürtige Albertine Blanche Augusta Marie Hamon, (* 24. Januar 1881 in Agon-Coutainville; † 20. Januar 1934 in Paris) war eine französische Schauspielerin.

## Leben
Dagmar war ursprünglich, wie etliche frühe Filmschauspieler, vom Zirkus gekommen, wo sie als Akrobatin und Dompteuse aufgetreten war. Von 1910 an trat sie bis 1914 fast ausschließlich in Filmen ihres Mannes, des Regisseurs Jean Durand in abenteuerlichen und komischen Stoffen auf; so neben einer eigenen Serie, die nach ihrem Künstlernamen „Dagmar“ genannt wurde auch mit Joe Hamman in den frühesten Western und in der Reihe um die Figur „Onésime“. Nach dem Ersten Weltkrieg erschienen 1922 eine Reihe mit Filmen um die von Dagmar verkörperte „Marie“; ansonsten waren ihre Auftritte recht rar. 1929 war sie letztmals auf der Leinwand zu sehen.